# Поль Феваль
Поль Феваль (фр. Paul Henry Corentin Féval; 29 вересня 1816, Ренн — 7 березня 1887, Париж) — французький письменник, автор популярних пригодницьких романів (так званих романів плаща та шпаги), за життя мав не менший успіх, ніж Бальзак і Дюма.

## Біографія
З консервативно-католицької сім'ї. В 11 років втратив батька, виховувався під заступництвом дядька, маркіза де Карей. Вивчав право, але кар'єра адвоката не задалася, як і служба в банку в Парижі, куди він переселився в 1837 році. У столиці належав до консервативних кіл католиків і роялістів. Під впливом роману Ежена Сю «Паризькі таємниці» написав роман «Лондонські таємниці», опублікований під псевдонімом сер Френсіс Троллоп; книга здобула негайне визнання та витримала 20 перевидань. Успішними були його наступні романи-фельєтони, найвідомішим у тому числі став «Горбун» (1857).
У період революції 1848 року та Паризької комуни зберігав консервативні позиції. Після 1876, коли провалилася його друга спроба потрапити до Академії, ще більше зблизився з католицькими колами. Мав геміплегію. Останніми роками, майже не залишав лікарні та відійшов від літератури, помер забутим.
Син — Поль Феваль (1860—1933) став письменником, також автором популярних романів, у тому числі передісторії та продовження серії пригод Анрі Легардера.